# 1832年改革法

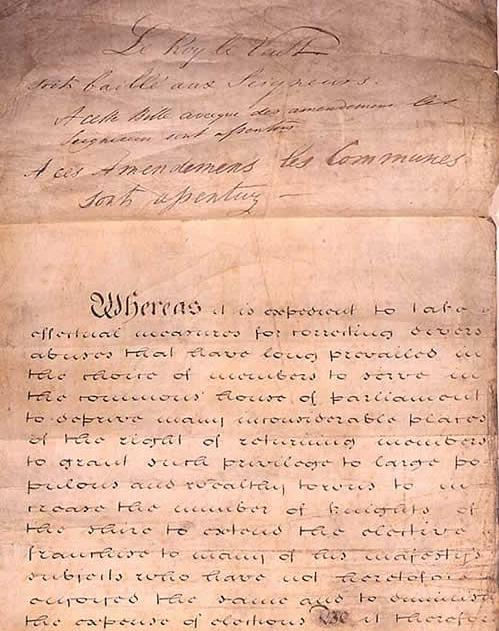
1832年改革法が書かれている羊皮紙の巻物。巻物の最初には書記官が記録した、国王ウィリアム4世による国王裁可と国王そを欲すの成句が記載されている。

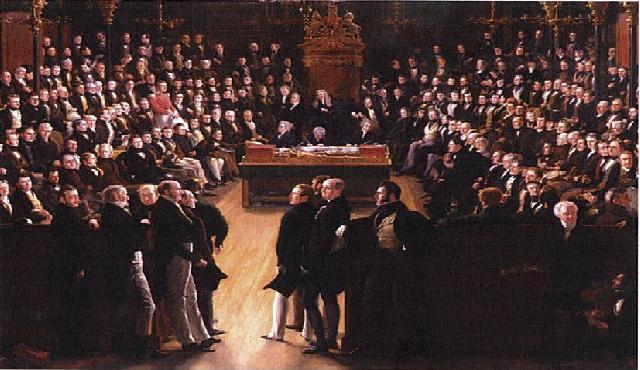
1832年改革法の可決を記念するサー・ジョージ・ヘイターの絵画。絵画は改革後の庶民院の第1会期（具体的には1833年2月5日の会議）の場面が描かれている。ナショナル・ポートレート・ギャラリー所蔵。前方には貴族院所属の大物政治家が描かれており、左側にはグレイ伯爵、メルバーン子爵らホイッグ党員が、右側にはウェリントン公爵らトーリー党員が描かれている。

1832年国民代表法（1832ねんこくみんだいひょうほう、英語: Representation of the People Act 1832）、または1832年改革法（1832 Reform Act）、大改革法（Great Reform Act）、第一次選挙法改正（First Reform Act、後の選挙法改正との区別という文脈で使われる名称）は、連合王国議会により制定されたイギリスの法律。

## 概要
イングランドおよびウェールズの選挙方法を大きく改革した法律であり、その序文によると「庶民院の成員の選出において、長らくはびこっている様々な不正を正す」ことが目的である。第一次選挙法改正以前の庶民院議員の大半は名目上バラを代表したが、各バラ選挙区の有権者数は差異が大きく、有権者が7人しかいない選挙区もあれば1万人以上いる選挙区もあった。議員選出が有力なパトロン1人に掌握されているという状況も多く、例としては第11代ノーフォーク公爵チャールズ・ハワードが11選挙区を掌握していた。また、各バラの間で選挙権の規定が違い、土地所有者にのみ選挙権を与える選挙区（例としてはカウンティ選挙区全て）もあれば、炊事のできるかまどまたはストーブを有する一室を占有する者に選挙権を与える選挙区も存在した。
改革を求める声は1832年よりはるか前より挙げられてきたが、いずれも失敗に終わっている。1832年、首相第2代グレイ伯爵チャールズ・グレイ率いるホイッグ党が改革法案を提出し、それまで長年政権を握っていた野党のピット派（トーリー党）が激しく反対したものの（特に貴族院での反対の声が大きかった）、最終的には世論からの圧力により法案が可決された。1832年改革法により腐敗選挙区（有権者数が少なく、パトロン1人に掌握されていることの多い選挙区）の多くが廃止され、産業革命で成長した新興都市に議席が与えられた。また、有権者数が40万から65万に増えたことで、成人男性の約2割が有権者となった。
1832年改革法はイングランドおよびウェールズにしか適用されず、アイルランドに対しては1832年アイルランド改革法が制定された。スコットランドには1832年スコットランド改革法が適用され、有権者数が5千人から13倍にあたる6万5千人に増えた。

## 1832年改革法以前の庶民院

### 構成

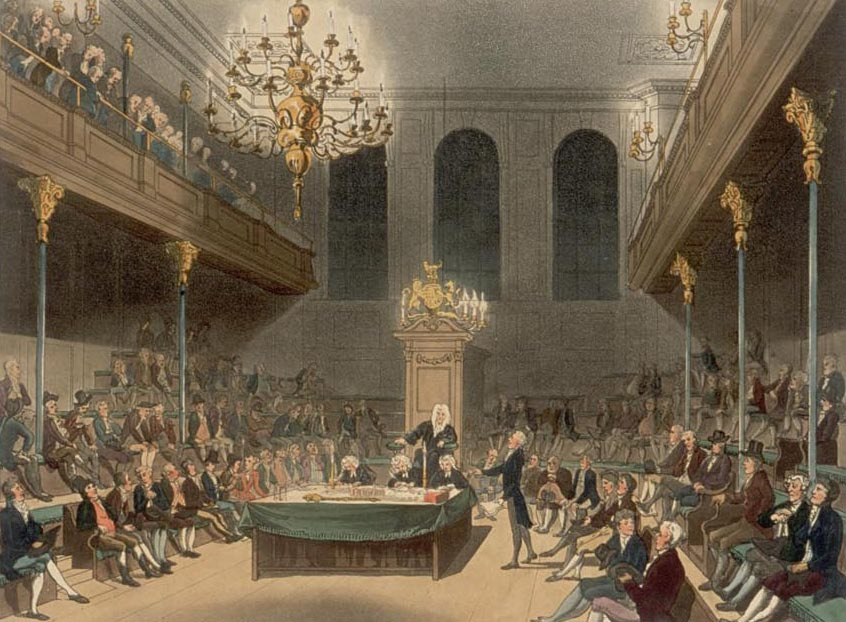
庶民院はイギリスの議会の下院にあたる。

1800年合同法が1801年1月1日に施行された後、改革以前の庶民院の定員は658人になり、うち513人がイングランドおよびウェールズを代表した。選挙区は主にカウンティ選挙区とバラ選挙区の2種類であり、カウンティ選挙区が地主を、バラ選挙区が商人を代表するという想定だった。カウンティは8世紀から16世紀までの間に設立されたイギリスの地方行政区画であり、選挙区だけでなく裁判所や民兵隊の区分もカウンティに沿って行われた。カウンティ選挙区で選出された議員は州騎士議員（Knight of the shire）と呼ばれた。ウェールズとスコットランドのカウンティ選挙区は一人区で、アイルランドとイングランドのカウンティ選挙区は二人区だったが、1826年にはコーンウォールのバラ選挙区であるグラムパウンド選挙区の廃止に伴いヨークシャー選挙区が四人区になった。
イングランドのバラ選挙区は場当たり的に設立されたため、ハムレット（小村）から大都市までと規模からして様々である。最初のバラは中世の州長官により指定されたものであり、特に草創期であるエドワード1世の治世（1272年 – 1307年）ではバラを精確に定義することが不可能だったため、どのバラや都市が議員を選出すべきかという判断は州長官ごとにバラバラであった。また、これら初期に創設されたバラ選挙区の中には創設時点では大規模な集落だったものの、後に衰退した例が多く（ウィンチェルシー選挙区、ダニッチ選挙区など）、19世紀初までに有権者数が大幅に低下したものの引き続き議員2名を選出していた。これらの選挙区は腐敗選挙区と呼ばれる。バラ選挙区の創設権はテューダー朝までに州長官から国王に移ったが、ほとんどの国王が集落の実態を顧みず気まぐれに選挙権を創設したため、結果的にはテューダー朝の君主がイングランドで創設した70のバラ選挙区のうち、合計31選挙区が廃止された。17世紀にすでに数世紀もの間廃止されていた15のバラ選挙区が再創設されたことで（うち7選挙区が1832年改革法で廃止）、問題がさらに大きくなった。そして、1661年にニューアーク選挙区が創設された後、バラ選挙区が新設されることはなくなり、以降グラムパウンド選挙区の廃止という唯一の例外を除き不公平な区割りが1832年改革法の可決まで続いた。イングランドのバラは大半が二人区だったが、アビンドン、バンベリー、ヒガム・フェラーズ、ビュードリー、モンマスの5選挙区とウェールズのバラ選挙区は一人区だった。また、シティ・オブ・ロンドン選挙区とウェイマスおよびメルコム・レジス選挙区は四人区だった。

### 有権者
ヘンリー6世の治世にあたる1430年と1432年に法律が制定され、カウンティ選挙区の投票権資格規定が統一された。これらの法律により、特定のカウンティにおいて40シリング以上の価値のある所有不動産（freehold property）または土地を所有する人物はそのカウンティ選挙区で投票権を有した（いわゆる40シリング自由保有権）。しかし、40シリングという規定はインフレーションによる調整がなされず、時代が下るごとに投票権に必要な土地の面積は小さくなっていった。また、有権者は男性に制限されたが、これは制定法による規定ではなく、慣習法に基づいており、女性が不動産の所有者として総選挙で投票した例も稀ながら存在した。いずれにしても、イギリス国民の大半に投票権がなく、イングランドのカウンティ選挙区の有権者数は1831年時点ではわずか20万人だった。さらに、カウンティごとの有権者数も大きく異なっており、ラトランド選挙区とアングルシー選挙区では1千人未満だったがヨークシャー選挙区では2万人以上だった。選挙区に居住しているという要件が存在しなかったため、複数の選挙区で不動産を所有する人物は複数回投票することができた。
一方、バラ選挙区ではカウンティ選挙区のように投票権資格規定が統一されることはなく、大まかに下記の6種類にわかれる。
1. 自由市民（freeman）に投票権を与える選挙区。
2. 町税（英語版）（scot and lot）を支払っている人物に限定している選挙区。
3. 市民借地権（英語版）（burgage）に基づき資産を所有している人物に限定する選挙区。
4. 都市団体（corporation）の成員に限定する選挙区。都市団体の成員選出がパトロン1人の「懐中」にある場合がほとんどだったため、このような選挙区はほとんどが懐中選挙区である。
5. 男性世帯主に限定する選挙区。「世帯主」の定義を「炊事のできるかまどまたはストーブを有する一室を占有する者」としている選挙区がほとんどだったため、このような選挙区は鍋持（英語版）バラ（potwalloper borough）と呼ばれた。
6. 土地を所有する人物に限定している選挙区。

バラ選挙区の一部ではこれらの規定を複数採用しており、また特定の選挙区でのみ適用された規定や例外も多かったため、実際にはバラ選挙区の投票権資格規定は全くのバラバラである。
最も大きなバラ選挙区であるウェストミンスター選挙区の有権者数は約1万3千人であり、一方で小規模なバラ、特に腐敗選挙区では100人未満だった。最も有名な腐敗選挙区はオールド・サラム選挙区であり、この選挙区では13の市民借地権があったため必要な場合に有権者を「作る」こともできたが、一般的には6人ほどで十分とされた。それ以外の腐敗選挙区にはダニッチ選挙区（有権者数32）、キャメルフォード選挙区（有権者数25）、ガットン選挙区（有権者数7）が挙げられる。
隣国フランスと比較すると、1831年時点のフランスの人口が3,200万で、イングランド、ウェールズ、スコットランドの合計である1,650万の約2倍だった（アイルランドでは約780万）。しかし、有権者数ではフランスが16万5千、イギリスが43万9千だった。フランスは1848年に男子普通選挙を導入した。

#### 女性の選挙権
女性の選挙権がはじめてイギリスで主張されたのはジェレミー・ベンサムの『問答形式による議会改革案』（Plan of Parliamentary Reform in the form of a Catechism、1817年、ロンドン）とされた。ジェームズ・ミルは1820年の『統治論』（An Essay on Government）で「他人の関心事に含まれる事柄のみを関心事とする人物を削ることに何ら不自由はない。[...]したがって、女性もそのほとんどが父または夫に関する事柄のみを関心事としているので」、女性の選挙権を削ることはできると主張したが、ウィリアム・トムソンとアン・ホイーラーは反論として『人類の半数を占める女性の訴え』（An Appeal of One Half the Human Race, Women, Against the Pretensions of the Other Half, Men, to Retain Them in Political, and Thence in Civil and Domestic Slavery: In Reply to Mr. Mill's Celebrated Article on Government、1825年、ロンドン）を発表した。
最終的に成立した1832年改革法では「男性の人物」（male persons）に選挙権を与えると定められたが、これは女性の投票を禁じる成文法としてははじめての例となった。これがかえって不満を呼んだため格好の攻撃対象になり、女性参政権運動が盛んになる一因となったとする意見もある。1850年解釈法では成文法において男性形（heなど）が使われた場合、特記なき限り女性も含まれる（したがってhe or sheと書かなくてもよい）としたが、1868年の裁判（判例Chorlton v. Lings [1868] 4CP 374）で女性に選挙権がないことが再確認され、1872年の裁判（判例Regina v. Harrald [1872] 7QB 361）で既婚女性が地方選挙で投票できないことが再確認された。

### 腐敗選挙区と選挙不正

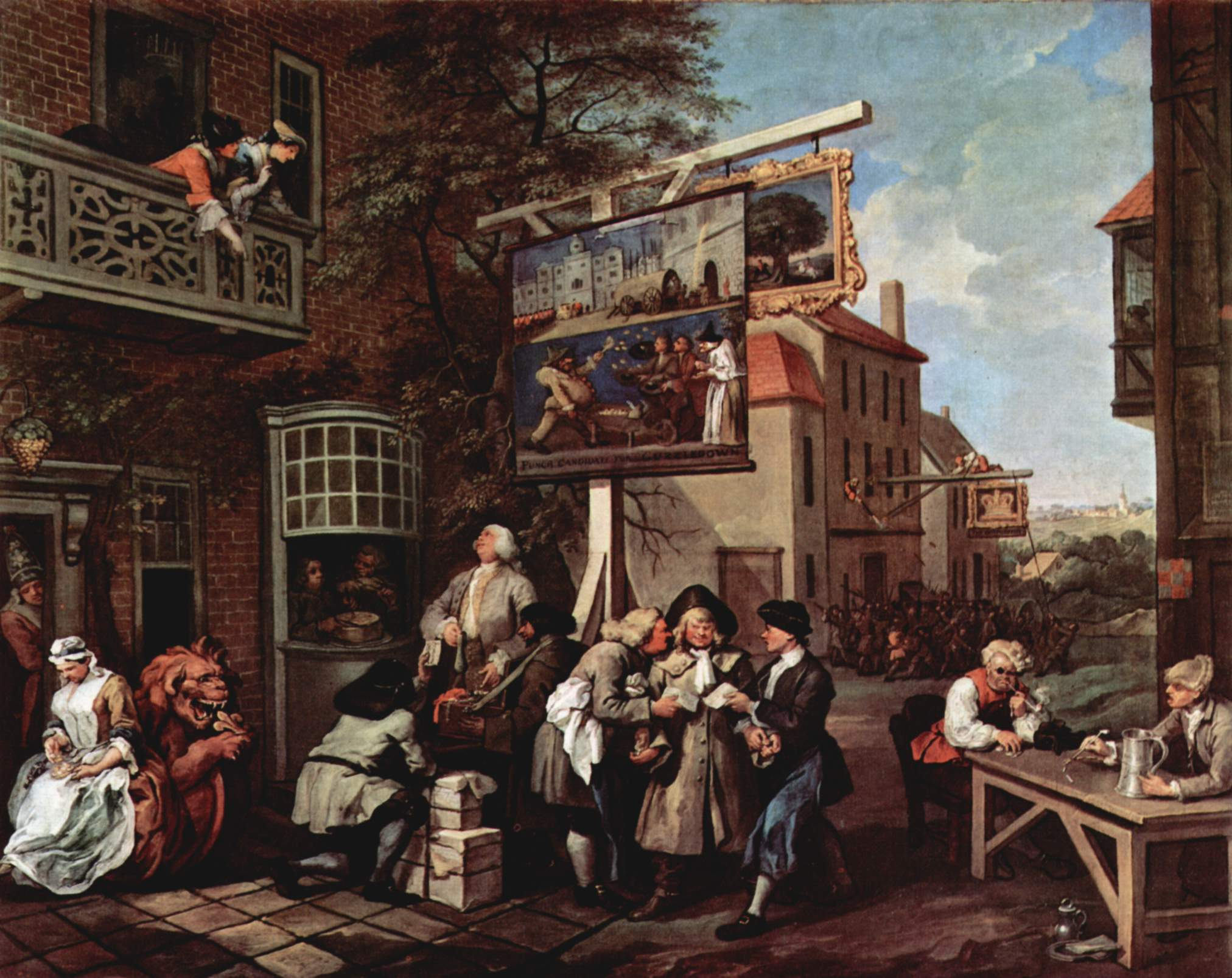
ウィリアム・ホガースの連作『選挙』より『投票への勧誘』、1755年。1832年改革法以前の選挙活動に蔓延する不正行為を鮮明に示している。

特に有権者の少ない選挙区でよくみられる特徴であるが、1832年改革法以前の選挙区は多くがパトロンに支配されており、その「懐中」（pocket）にあるとして懐中選挙区（pocket borough）と呼ばれ、またパトロンが当選者を「指名」（nominate）できるとして指名選挙区（nomination borough）と呼ばれた。選挙区のパトロンは貴族か地主階級が多く、現地での影響力、名声、そして金銭をもって有権者を動かした。このことは郊外のカウンティ選挙区や大きな地所の近くにある小さなバラ選挙区でよくみられる現象である。貴族の一部は複数の選挙区を手中に収めており、例としては第11代ノーフォーク公爵チャールズ・ハワードが11選挙区を、初代ロンズデール伯爵ジェームズ・ラウザーが9選挙区を支配した。この状況について、作家シドニー・スミスは1821年に「この国はラドランド公爵、ロンズデール卿、ニューカッスル公爵ほかバラの所有者20人のものである。彼らは私たちの主人だ！」と嘆いている。イギリスの議会史家トマス・オールドフィールドが『グレートブリテンおよびアイルランドの代議士史』（Representative History of Great Britain and Ireland、1816年）で主張したところによると、イングランドおよびウェールズを代表する議員514名のうち、約370名が180人のパトロンにより選出されたという。懐中選挙区を代表する議員はパトロンの命令に従って投票しなければ、次の総選挙で議席を失うとされた。
一部の選挙区では有力地主による直接支配に抵抗したものの、選挙汚職の温床となっていた。たとえば、ニュー・ショアハム選挙区では有権者81人（有権者数の合計は約100）が「クリスチャン・クラブ」（Christian Club）なる組織を設立して、最も多くお金を出した人物にバラを売ったという事件が1771年に露見している。選挙汚職で最も悪名高かったのはネイボッブ（東インド、西インド成金）であり、一部ではバラの支配を貴族と地元の名士から奪取するほどだった。1760年代の首相初代チャタム伯爵ウィリアム・ピットはインド成金を指して「海外の金を持ち込んだ者が議会に無理に押し込んだ。その汚職行為の連発に抵抗できる世襲財産はなかった」とコメントしている。

## 改革運動

### フランス革命以前

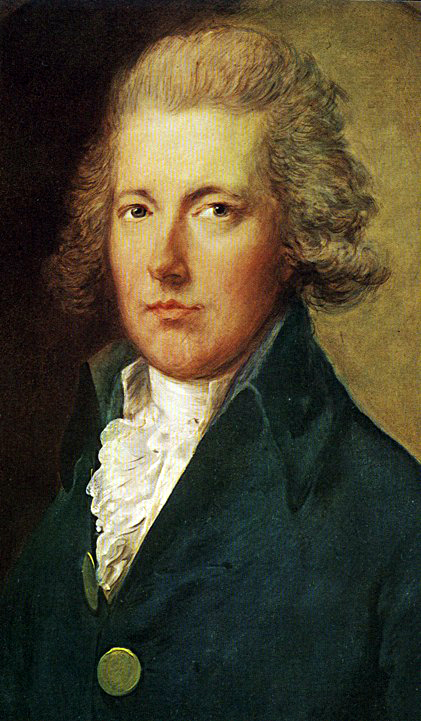
18世紀末期の首相小ピットは議会改革を支持した。

1640年代、イングランドでは国王チャールズ1世と国王を支持する騎士党が円頂党（議会派）と敵対して内戦を戦った。内戦で勝利を収めた議会派の各党派は1647年にパトニー討論と呼ばれる議論を行い、イングランド政府の改革について話し合った。急進派である平等派は普通選挙実施と選挙区改正を主張し、指導者の1人トマス・レインズバラは「政府の下に生きる人がまずその政府の下に置かれることに同意しなければならないということは明らかである」と宣言した。
これに対し保守派は反対、土地所有者のみ投票を許可されるべきと主張した。たとえば、ヘンリー・アイアトンは「この王国に永久な、固定な利益を持たない人には王国の事務を定める権利がない」と主張した。結果としては保守派が勝利を収め、1649年の王政廃止で政権を握ったオリヴァー・クロムウェルは普通選挙実施を拒否、少なくとも200ポンドの財産（不動産か動産かは問わず）を有する者にしか投票権を与えなかった。ただし、選挙区改正には同意し、小さなバラ選挙区をいくつか廃止し、マンチェスターやリーズといった大都市の選挙区を創設、人口の多いカウンティ選挙区の定数を増やした。しかし、クロムウェルが死去するとこれらの改革は廃止され、1659年の第三議会における選挙制度はチャールズ1世期のそれに逆戻りした。
1660年のイングランド王政復古以降、議会改革は一時的に低調になったが、1760年代の首相でホイッグ党に所属する初代チャタム伯爵ウィリアム・ピット（大ピット）がバラ選挙区を「わが憲法の腐敗した部分」と呼んだことで議論が再燃した（この発言から「腐敗選挙区」という呼称が生まれた）。ただし、大ピットは腐敗選挙区を即座に廃止することを支持せず、代わりにその影響力を削ぐべくカウンティ選挙区の定数を1人増やすことを提案した。しかし、ホイッグ党内で郊外地域の貴族やジェントリ層に権力を与えすぎるとして反対する声もあったため党内不一致となり、結局大ピットの主張は採用されなかった。
次に議会改革を推進した人物は大ピットの同名の息子ウィリアム・ピット（小ピット。トーリー党所属とも、「独立派ホイッグ党」所属とも言われた）である。小ピットは改革議案を提出したが、庶民院は2万の署名を含む請願を受け取ったにもかかわらず140票以上の大差で改革案を否決した。その後、小ピットは1783年に首相に就任するが、閣僚の多くが議会改革に反対し、国王ジョージ3世も支持しなかったため、1786年に提出した改革法案は賛成174票、反対248票で否決された。以降小ピットは首相を退任するまでに議会改革を提起しなかった。

### フランス革命からピータールーの虐殺まで
1789年にフランス革命が勃発すると、イングランドの政治家の多くはいかなる政治改革にも頑なに反対するようになり、議会改革は支持を失った。このような反動の中でも改革を目指す急進主義組織が次々と生まれ、1792年には第8代ローダーデイル伯爵ジェームズ・メイトランドやチャールズ・グレイらホイッグ党の庶民院議員28名が人民の友協会を結成して議会改革を推進、1793年にはグレイが人民の友協会からの請願を庶民院に提出、制度の悪用を説明して改革を要求した。グレイは具体的な改革案を提出せず、庶民院が改善案を研究するという動議を提出したにすぎなかったが、庶民院はフランス革命への憎悪もあり、200票近くの大差で動議を否決した。グレイは1797年に再び動議を提出したが、やはり150票以上の大差で否決された。
人民の友協会のほかにもハムデン・クラブ（この名称はイングランド内戦期の政治家で反国王派のジョン・ハムデンに由来する）やロンドン通信協会（主に労働者や職人が加入した）といった組織が設立されたが、これらの組織が支持した改革は普通選挙実施などさらに急進的であり、議会では人民の友協会と比べても支持が少なかった。たとえば、ロンドンのハムデン・クラブ会長である庶民院議員サー・フランシス・バーデットが普通選挙実施、選挙区面積均一化、秘密投票を掲げた動議を提出したとき、バーデット自身以外ではコクラン卿トマス・コクランしか支持しなかった。
改革は一時的に挫折したものの、世論からの圧力は依然として強く、1819年にはバーミンガムで改革を支持する大規模な集会が行われた。バーミンガムはバラ選挙区ではなく、（カウンティ選挙区を除いて）庶民院議員を選出する権利がなかったが、集会に参加した者はサー・チャールズ・ウーズレーをバーミンガムの「代議士」（legislatorial representative）に選出した。マンチェスターもバーミンガムにならって立法代理（legislatorial attorney）を選出しようと集会を行い、2万から6万人が参加したが、政府から解散を命じられた。集会が解散を拒否すると、マンチェスターの義勇騎兵団（yeomanry）が武力で集会を弾圧、11人が殺害され、数百人が負傷するという事件が起こった。これがピータールーの虐殺である。政府はさらなる政治煽動を防ぐために治安六法を制定、うち煽動集会禁止法により州長官または治安判事の許可がなく、かつ50人以上が参加する政治集会が禁じられた。

### 1820年代の改革
庶民院が選挙制度の直接的な変更を常に大差で否決したため、改革を目指す議員はより控え目な変更を提案するしかなかった。たとえば、ホイッグ党のジョン・ラッセル卿は1820年に腐敗で悪名高いグラムパウンド選挙区の廃止議案を提出し、代わりにリーズに2議席を与えることを提案した。貴族院のトーリー党員はグラムパウンド選挙区の廃止に同意したが、工業都市に議席を移すという前例にしたくなかったため、代わりにヨークシャー（リーズが所在するカウンティ）に2議席を与えるよう議案を改正した。その後、改正案は両院で可決されて成立した。ジョン・ラッセル卿は続いて1828年に腐敗選挙区のペンリンとイースト・レットフォードを廃止してマンチェスターとバーミンガムに議席を移す議案を提出したが否決され、1830年には選挙汚職が露見した3選挙区を廃止してリーズ、マンチェスター、バーミンガム3選挙区を設立する議案を提出するもやはり否決されている。
結局、1820年代の選挙改革はグラムパウンド選挙区の廃止のみ達成したが、1829年に思わぬ進展をみせた。1829年、初代ウェリントン公爵アーサー・ウェルズリー率いる内閣がアイルランドの社会不安への対処としてカトリック解放法案を提出した。この法案はカトリック信者を政界から締め出す（庶民院議員への就任禁止など）規定を廃止するものであり、それを国教会への脅威とみたウルトラ・トーリー（超保守派）はここにきて、国教忌避者の多いイングランド北部の都市であるマンチェスターやリーズの選挙区創設など議会改革を支持するようになった。

## 法案可決までの経緯

### 第一次改革法案

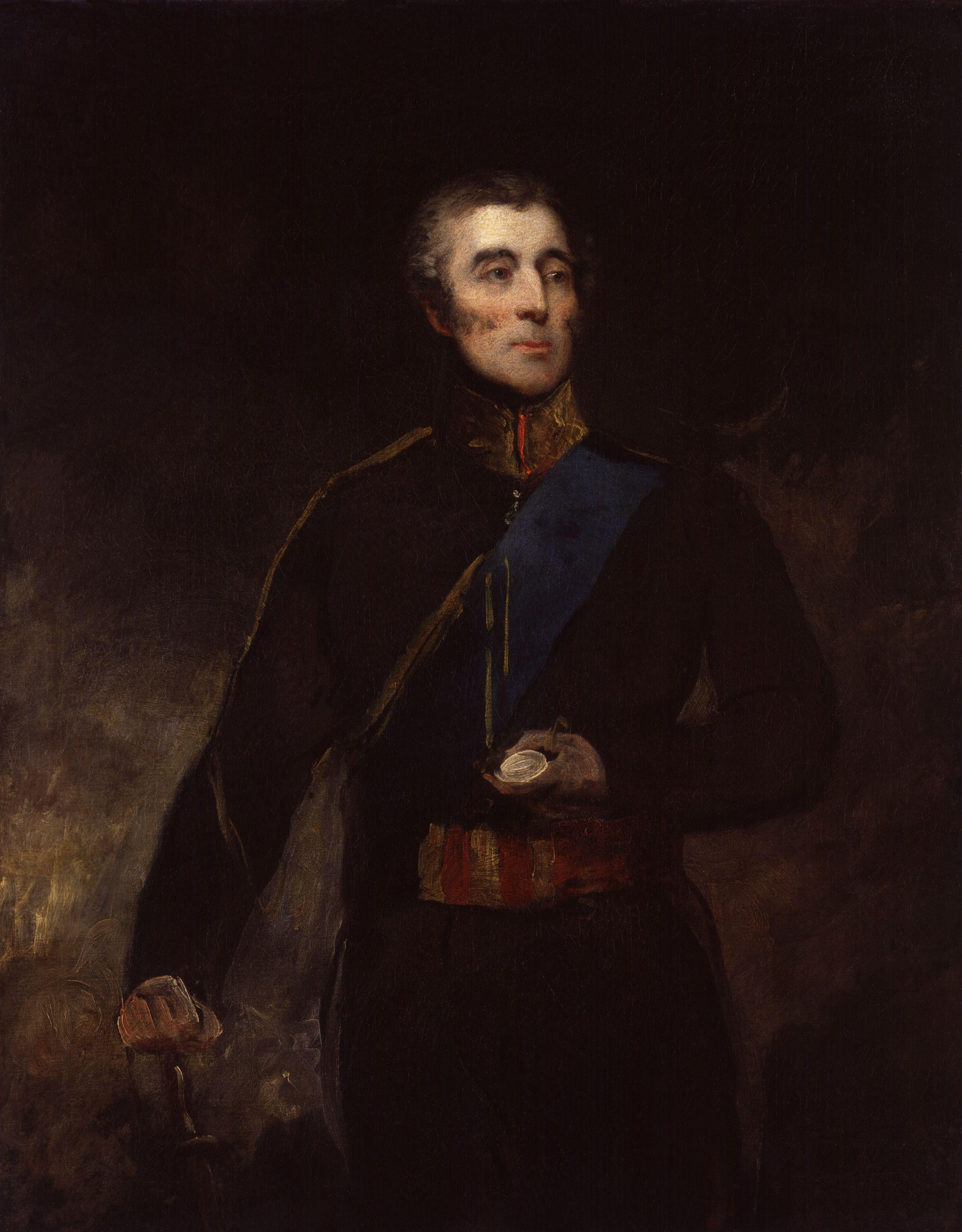
トーリー党の首相ウェリントン公爵（在任：1828年 – 1830年）は改革に強く反対した。

1830年6月26日に国王ジョージ4世が死去すると、法律に基づき議会が解散され、総選挙が行われた。前回の議会（1826年から1830年まで）で選挙改革が盛んに議論されたため、選挙活動でも取り上げられる議題になり、イギリス各地で改革支持の「政治同盟」（political union、主に中流階級と労働者で構成される）が設立され、中でもトマス・アットウッド率いるバーミンガム政治同盟の影響力が最も大きかった。これらの政治同盟は請願提出や演説など合法の手段のみで改革を支持し、大衆の支持も厚かった。
総選挙ではトーリー党多数という結果となったが、トーリー党は引き続き分裂しており、首相初代ウェリントン公爵アーサー・ウェルズリーへの支持は弱体だった。そして、議会が開会すると、野党は選挙改革問題を取り上げ、ウェリントン公爵から「今この国が有する立法府は、立法の良き目的を、いかなる国の立法府よりも良く果たせている。更に言うと、立法府と代議制度は全国から全幅の信頼を寄せられている。[...]そこから更に言うと、もし今から何らかの国の立法府を設立するという任務を課せられても、[...]今この国の立法府ほど優秀なものを設立することは人類の能力を超えているので、私にはそれができない。[...]この国の政府で何らかの職についている限り、他人より提案された改革案に反対することを私の義務であると感じている」という失言を引き出した。ウェリントン公爵が発言で示した強硬な態度はトーリー党内でも反対の声がみられ、発言から2週間も経たない1830年11月15日にはウェリントン公爵が不信任決議の採決で敗北して退陣を余儀なくされた。作家シドニー・スミスが述べたところでは、「政権がそれほど完全に、突然に破滅したのは史上でも見られないことである。私はその理由を公爵の宣言にあると考え、また宣言が世論に完全に無知のままなされたことであるとも疑っている」という。ウェリントン公爵の後任にはホイッグ党のチャールズ・グレイ（1807年にグレイ伯爵位を継承）が就任した。
グレイ伯爵は就任してすぐに議会改革を公約、1831年3月1日にはジョン・ラッセル卿が政府を代表して改革法案を庶民院に提出した。この改革法案では小さなバラ選挙区のうち60区を廃止、47区の定数を減らした。これらの議席のうち一部が廃止されたほか、ロンドン近郊、大都市、カウンティ選挙区、スコットランド、アイルランドに再分配された。また、バラ選挙区の投票権資格規定を統一して拡大、有権者数を約50万人増やすとした。
3月22日に行われた法案の第二読会では議長を含む議員608名が出席したが、これはそれまでの会議と比べて出席人数の最も多い会議となった（それまでの記録は530人）。しかし、採決では1票差で可決したにすぎず、さらなる進展は難しかった。法案が委員会段階に進むと、トーリー党のアイザック・ガスコイン議員が庶民院議席数を減らす条項に反対する動議を提出、政府は動議に反対したが結局8票差で可決された。その後、議事進行動議（procedural motion）で政府が22票差で敗北すると、議会が改革法案に反対していることが明らかになり、グレイ伯爵は政策への支持を国民に訴えようとして解散総選挙を求めた。

### 第二次改革法案
改革に対する政界と世論からの圧力は強まる一方であり、改革を支持するホイッグ党は1831年イギリス総選挙で大勝した。ホイッグ党は有権者数が正常な選挙区のほぼ全てで勝利し、トーリー党は腐敗選挙区以外ではほとんど議席を取れなかった。そして、改革法案は再び提出され、7月の第二読会で大差で可決された。法案委員会の審議では法案に反対する議員が細部までくどく議論して遅滞させたが、結局9月に100票差以上で可決された。
法案は続いて貴族院に送付されたが、貴族院では法案に反対する議員が多数だった。1831年の総選挙でホイッグ党が大勝したため、法案に反対する議員でも公に世論に反対せず棄権に回るのではないかと予想され、実際に多くのトーリー党所属貴族が棄権したが、聖職貴族26名のうち22名が出席するという予想外の状況になり、うち21名が反対票を投じた結果、法案は41票差で否決された。
貴族院が改革法案を否決した夜、ダービーで暴動がおき、群衆が刑務所を攻撃して囚人を数人解放した。ノッティンガムでは暴動に参加した群衆がノッティンガム城（ニューカッスル公爵が所有）に放火、ウォラトン・ホール（ミドルトン男爵が所有）を攻撃した。ブリストルに至っては暴動に参加した者が同市を3日間支配し、刑務所に侵入したほかブリストル主教の宮殿やブリストル市長の邸宅などを破壊した。ほかにもドーセット、レスターシャー、サマセットで暴力行為がみられた。
一方、各地の政治同盟はそれまで同じ目的を有する別々の団体だったのを変えて、国民政治同盟を設立した。政府はこの同盟を脅威であるとみて、1799年煽動規制法に基づき国民政治同盟を「憲法違反かつ違法」と宣言し、国民に同盟を排斥するよう命じた。国民政治同盟の指導者は宣言を無視したが、バーミンガム政治同盟の指導者は政府に協力して、全国レベルでの活動を自粛するよう求めた。

### 第三次改革法案

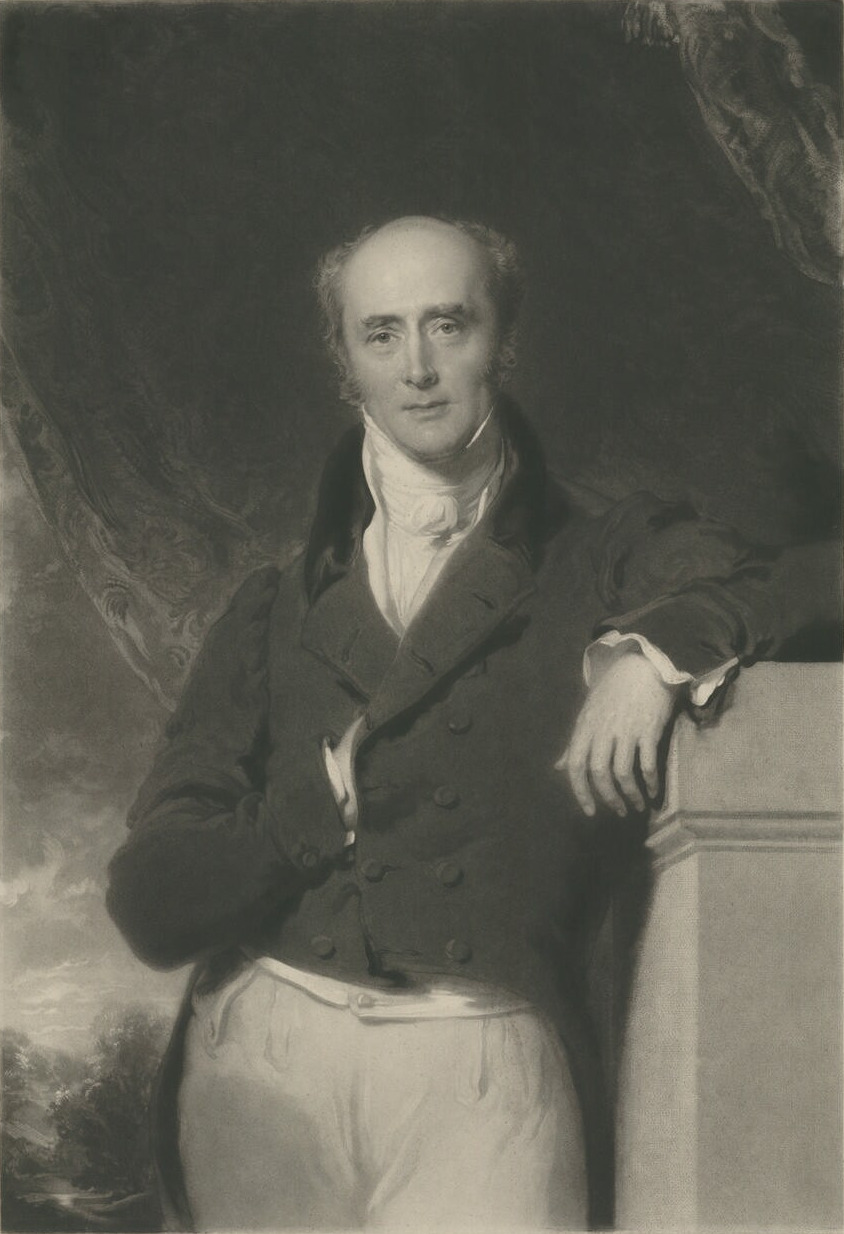
第2代グレイ伯爵チャールズ・グレイの肖像画。グレイ伯爵率いるホイッグ党内閣は改革法案を可決させた。

第二次改革法案が貴族院で否決された直後、庶民院は内閣信任動議を可決してグレイ伯爵内閣への支持を表明した。議事規則では同一会期中に同じ法案を2回提出することが禁じられているため、内閣は国王ウィリアム4世に議会を閉会させるよう求めた。そして、1831年12月に新会期が始まると、第三次改革法案が提出された。この法案は第一次と第二次改革法案と違い、庶民院議員の人数を減らさないようにし、直近に行われた国勢調査で収集したデータに基づくようにしていた。1832年3月、第三次法案は第二次法案よりも圧倒的な多数で庶民院を通過し、貴族院に送付された。
貴族院では依然として改革への反対が根強かったが、改革法案を再度却下することが政治的に不可能だったため、代わりに腐敗選挙区の廃止延期など改正案を提出して改革法案を骨抜きにした。内閣は改革を支持する貴族を多数創家して貴族院で賛成票を増やすことが唯一の方策であると表明したが、貴族創家は国王大権であり、ウィリアム4世はそのような激しい手段にひるみ、内閣全体の助言にもかかわらず貴族創家を拒否した。そして、グレイ伯爵は首相を辞任、ウィリアム4世はウェリントン公爵に組閣の大命を与えた。
続く期間は「五月の日々」と呼ばれる政情不安の時期になり、革命前夜という情勢になっていた。改革を支持する者の間で納税拒否や銀行預金引き出しへの呼びかけが現れ、とある日にはロンドン中に「公爵を止めろ、金を取り戻せよ！」（Stop the Duke, go for gold!）という看板があちこちで掲げられた。そして、取り付け騒ぎの1日目だけでイングランド銀行が保有する700万ポンド分の金の4分の1にあたる180万ポンドが引き出された。国民政治同盟などの組織は庶民院に請願を出し、貴族院が折れない限り、政府に運営資金を与えないよう要求した。各地のデモ活動の一部には貴族の廃止、ひいては王政の廃止まで要求するものが出てくる始末となった。この情勢の中、ウェリントン公爵は必要に迫られて穏健な改革を約束したものの、自身の首相就任への支持を集められず、組閣に失敗した。結局ウィリアム4世はグレイ伯爵を呼び戻すしかなく、ホイッグ党員を叙爵して貴族院議員にすることに同意した。一方、ウェリントン公爵はトーリー党貴族に回状を出し、これ以上反対を続けた場合の結果を述べ、反対をやめるよう警告した。ここでようやく十分な数の貴族が折れ、法案が貴族院で可決され、ウィリアム4世は貴族を創家せずに済んだ。法案は1832年6月7日に国王裁可を受け、正式な法律となった。

## 内容

### 選挙区の新設と廃止

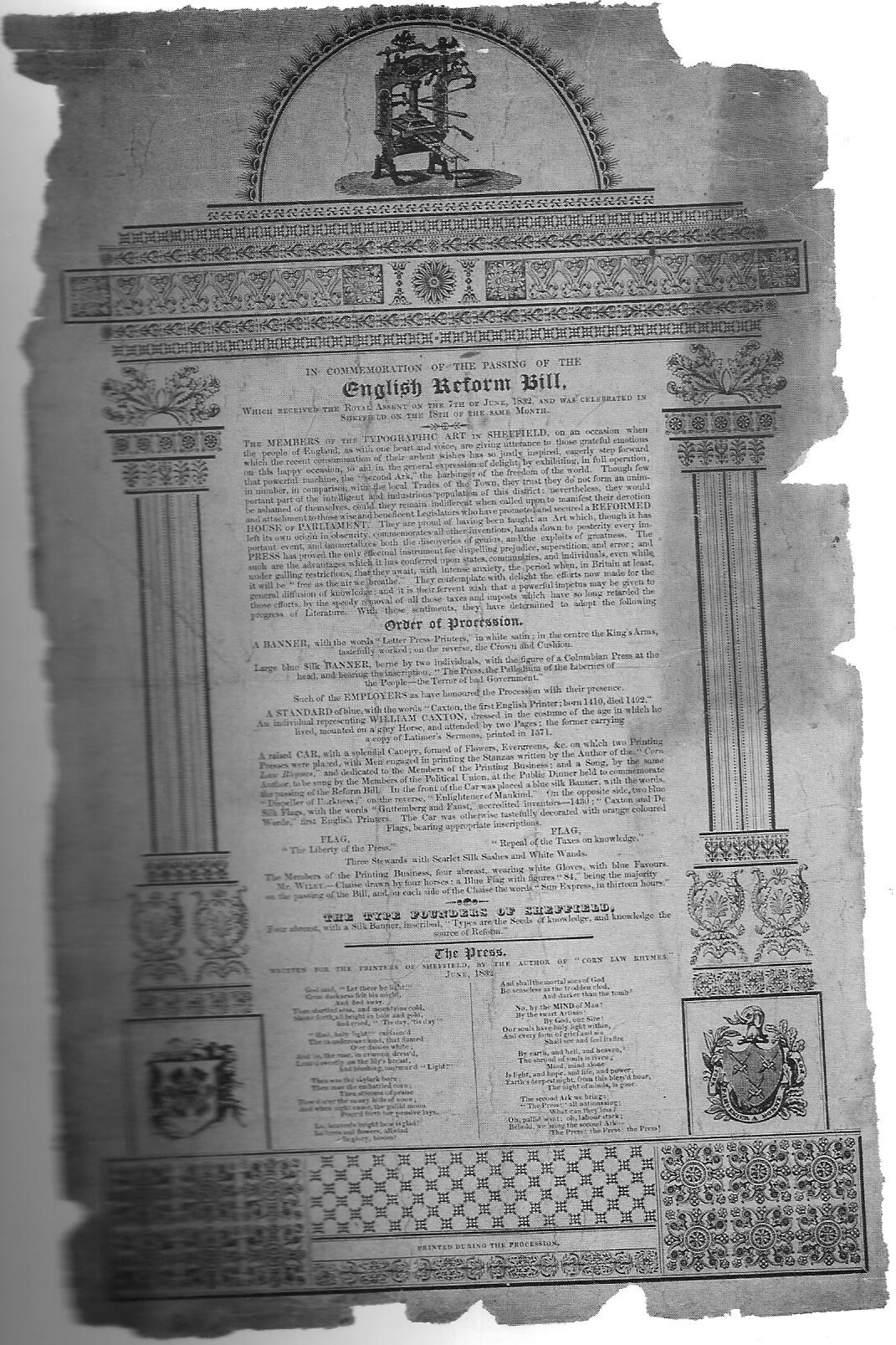
シェフィールド印刷協会（Sheffield Typographical Society）による、法案可決を祝うポスター。

改革法の主な目的は指名選挙区の数を減らすことである。改革法以前のイングランドでは203のバラ選挙区があり、中でも（住宅戸数と税収から計算した）小さい順1位から56位が全廃され（一人区であるヒガム・フェラーズ選挙区以外は全て二人区だった）、57位から86位までは1議席削減された。また、四人区のウェイマスおよびメルコム・レジス選挙区は二人区になった。したがって、1832年改革法によりバラ選挙区で143議席が削減された。
廃止された議席の代わりに130議席が新設された。
- イングランドの26カウンティが二分割され、それぞれ二人区となった。
- イングランドの8カウンティとウェールズの3カウンティの議席数が1増えた。
- 四人区だったヨークシャー選挙区（英語版）がライディング別に分割され（イースト・ライディング・オブ・ヨークシャー選挙区（英語版）、ノース・ライディング・オブ・ヨークシャー選挙区（英語版））、それぞれ二人区となった。
- 都市部の選挙区が43区創設され、うち22区が二人区、21区が一人区となった。一人区のうち2区がウェールズの都市だった。

合計としてはカウンティ選挙区とバラ選挙区がそれぞれ65議席増となり、イングランドを代表する議員数は17減、ウェールズを代表する議員数は4増となった。選挙区の境界は改革法自体ではなく、同年の議会境界法で定められた。

### 有権者層の拡大
1832年改革法によりイングランドおよびウェールズの有権者層が拡大した。カウンティ選挙区では40シリング自由保有権のほか、謄本保有により10ポンド以上の価値がある土地を所有する者、60年以上の長期借地契約で10ポンド以上の価値がある土地を租借している者、20年から60年の中期借地契約で50ポンド以上の価値がある土地を租借している者、年50ポンド以上の地代を支払っている任意借地農業者（tenants-at-will）に選挙権が与えられた。一方、バラ選挙区では毎年10ポンド以上の収入が得られる財産を有する男性世帯主に選挙権が与えられた。これによりバラ選挙区の投票権資格規定が統一されたが、それまでの規定により投票権を有した人物は当該バラに居住する限り、一代限りで投票権を維持した。自由市民（freeman）に投票権を与えたバラ選挙区では当該バラに居住し、かつ出生または見習い（apprenticeship）により自由市民権を取得している人物に限り、以降も自由市民に選挙権を与えた。
1832年改革法では各教会区と町別の民生委員が管理する投票人登録の制度を導入しており、また投票権に関する紛争の裁判については特別裁判所を設立した。さらに選挙区ごとに複数の投票所を設けることを許可し、投票日数を（それまで最大40日間だったのを）最大2日間に制限した。
1832年改革法自体はスコットランドとアイルランドの選挙区に影響しなかったが、同年のスコットランド改革法とアイルランド改革法により同種の変更がなされた。議席数ではスコットランドが8増、アイルランドが5増になり、イングランドの17減とウェールズの4増と合わせて議員数の合計が変更なしとなった。スコットランドとアイルランドでは選挙区の廃止はなかったが、投票権資格規定が統一され、有権者数も増えた。

## 影響
1835年から1841年までの間、各地の保守党団体は保守党（1830年代にトーリー党から改名したとされる）の政綱を紹介し、1832年改革法に基づき毎年投票者登録を行うよう呼び掛けた。地方の新聞紙で国政が報道されるように、全国紙で地方政治が詳しく報道されるようになったため、「草の根」の保守党員でも1830年代には自身を国政運動に参加しているとみるようになった。
改革法以前の有権者数は投票者登録の制度が整備されておらず、多くのバラ選挙区で無投票当選が長年続いたため概算が難しかった。それでも、イングランドの有権者数が改革法以前の40万人から65万人に増えたとする概算が存在する。
靴屋などの小売商人は改革法により投票権を得たと考えて祝った。例えば、ベリックシャーのダンスの靴屋は「戦いは勝った。ブリタニアの息子たちは自由だ」（The battle's won. Britannia's sons are free.）というバナーを作成し、このバナーはマンチェスターの民衆歴史博物館に現存する。
主要な商業都市や工業都市の多くが独自のバラ選挙区を有するようになり、これらの新設選挙区では中流階級の党派闘争や中流と労働者階級の間の党派闘争がみられた。たとえば、1832年から1852年までの総選挙におけるハリファックス選挙区の研究によると、政党の組織や投票者自身が投票先を選ぶにあたって、住民の間の関係や現地の組織に頼ることが多かったという。投票権を取得したことで、多くの人は政治、経済、社会により深く関わるようになったという。
スコットランド改革法はスコットランド政治を抜本的に改革した。スコットランドの人口は約200万人であり、1832年以前の有権者数は人口の約0.2%にすぎなかったが（イングランドでは4%だった）、1832年改革法により一夜にして5千人から13倍にあたる6万5千人に増え、これは成人男性の13%にあたる。これにより、スコットランドの政治への関与はいくつかの裕福な家族だけの特権ではなくなった。

### 借地者の投票権
1832年改革法で廃止された懐中選挙区の大半がトーリー党員を選出していた選挙区だったが、年50ポンド以上の地代を支払っている任意借地農業者（tenants-at-will）に選挙権が与えられたことで結果的にはトーリー党の損失が補填された。この条項はトーリー党のシャンドス侯爵リチャード・テンプル＝ニュージェント＝ブリッジス＝シャンドス＝グレンヴィルにより庶民院で提出され、政府の反対にもかかわらず可決された修正によるものであり、借地者は一般的に地主の指示に従って投票したため、トーリー党支持が主流である地主層の票を増やす結果となった。この譲歩に加えて不景気やホイッグ党の内部分裂などもあり、サー・ロバート・ピール率いる保守党が1835年と1837年の総選挙で党勢を回復し、1841年イギリス総選挙で与党に返り咲くこととなった。
現代の歴史学者による庶民院の採決記録の研究では、1832年改革法は地主層の利益に損害をほとんど与えなかったという結果だった。この研究によると、地主層は地方の利益のみを考えた立法はしにくくなったものの、引き続き庶民院を主導したという。一方、1867年の第2次選挙法改正により地主層の立法に対する権力は大打撃を受け、1874年イギリス総選挙ではカウンティ選挙区の議席がイングランドとアイルランドの借地農業者の推す候補に奪われたという。

### 改革不足の露見
1832年改革法では投票権に毎年10ポンドの収入を得られる財産という当時としては大金にあたる金額を必要としたため、労働者階級は選挙権を与えられなかった。これにより、選挙法改正運動を推進した中流階級と労働者階級は袂を分かち、労働者を主体とするチャーティスト運動が生まれることとなった。
腐敗選挙区は大半が廃止されたものの、トットネス選挙区やミッドハースト選挙区など廃止されずに残ったものもあった。また、有権者への贈賄は引き続き横行し、サー・アースキン・メイは著作で「多くの票が創り出されたことで、多くの票が売られることはすぐに明らかになった」と述べている。
1832年改革法は貴族が掌握している指名選挙区の数を減らしたが、これは貴族から「今後の政府は大量叙爵をもって脅せば、いかなる法案も可決させることができる」と嘆かれ、ウェリントン公爵も「このような計画が刑罰もなく大臣によって実行できたら、この議会、そしてこの国の憲法は終わりだ。[...]議会による討議という権力とその目的は終わりをつげ、公平かつ正当な意思決定の手段はなくなった。」と嘆き悲しんだ。しかし、史実では貴族の嘆きと異なり、1835年地方自治体法では庶民院が貴族院に迫られる大幅な改正を受け入れざるを得ず、ユダヤ人解放も譲歩を余儀なくされ、ほかにも大衆の支持が得られた法案をいくつか否決した。ウェリントン公爵の恐れは結果的には1911年議会法で現実となった。

### さらなる選挙法改正
1832年改革法の後、議会は引き続き小規模な改革を可決した。例えば、1835年と1836年に可決された法案により投票所の数が増えたため、投票日数が最大2日間から1日に短縮された。また、1854年腐敗行為法（Corrupt Practices Act 1854）など選挙における不正行為の対処を目指す法律も可決されたが、これらは効果が上がらなかった。保守党・ホイッグ党ともに大規模な改革をもはや目指しておらず、両党の指導者は1832年改革法を選挙改革問題の最終的な解決として扱った。
一方、世論では有権者層の拡大を目指す声が根強く、中でもチャーティスト運動は男子普通選挙の実施、選挙区面積均一化、秘密投票を掲げて多くの支持を得た。しかし、今回はトーリー党が改革反対で一致し、ホイッグ党の後継政党である保守党は1852年まで選挙法の大規模改正を検討しなかった。1850年代にはジョン・ラッセル卿が改革法案を提出して、1832年改革法で解決しなかった問題を対処しようとしたが、1867年改革法の可決まではいずれも失敗した。
1832年改革法で触れられなかったもう1つの問題としては地方政府の問題がある。古くからの慣習が残った結果、イングランドのカウンティの多くは飛地を有していたが、1844年カウンティ(分離部分)法により区割りが変更され、飛地の多くが解消された。また、新興都市の多くが数カウンティにまたがっており、例としてはウェスト・ミッドランズの都市圏がスタッフォードシャー、ウォリックシャー、ウスターシャーにまたがっており、ロンドンも拡大してエセックス、サリー、ミドルセックスの一部が含まれるに至っている。これにより、19世紀末から20世紀初にかけて、カウンティの境界を改定する法律が制定されることとなった。
1832年改革法は1867年改革法が可決された後も長年にわたって廃止されずに残ったが、20世紀中期になって1948年国民代表法で廃止された。

## 評価
歴史学者の多くは1832年改革法をイギリスにおける現代の民主制の始まりとして評価した。20世紀の歴史学者ジョージ・マコーリー・トレヴェリアンは1832年を「『人民主権』が法律上でなくても、実質的に確立した」分水嶺であると評価し、19世紀後期の憲法学者サー・アースキン・メイは「改革後の議会は疑いようもなく、それまでの議会と比べてより自由主義的で進歩した政策を採用し、より精力的に活動し、世論の影響をより強く受け、国民からより深く信頼された」と評価しつつ「重大な問題は未だに残っている」とも述べた。一方、1867年改革法（あるいはそれ以降の改正）をもってようやく正真正銘の民主制といえるとする歴史学者もおり、20世紀後期の歴史学者ノーマン・ガッシュは「（1832年改革法）以降の世代における政界の状況がそれまでと比べて大きく異なっているという仮定は間違っている」と述べている。
1832年当時の議会において、改革法案への支持の裏にはより急進的な改革を防ぎたい保守派の思惑もあった。たとえば、ホイッグ党員であるグレイ伯爵は慎重な改革案が貴族の利益にかなうと考えていた。また、トーリー党員の大半は改革に強く反対し、改革法案を危険で過激な提案であるとして悲惨な結末を予想した。しかし、そうした見方が根強かった一方、カトリック解放を許したウェリントン公爵内閣を弱体化させようとするウルトラ・トーリー（超保守派）の一派もおり、その一環として改革法案を支持したという。
エリック・エヴァンス（Eric Evans）によると、グレイ伯爵の思惑は保守的であり、1832年改革法は貴族による議会支配を半世紀もの間延長させるという結果になったが、さらなる憲法改革のための一歩にはなったという。そのため、代表民主制をイギリスにもたらすという意味では、1867年、1884年、1918年の選挙法改正よりも1832年の選挙法改正が決定的であるとした。